# María del Rosario Álvarez Martínez
María del Rosario Álvarez Martínez (San Cristóbal de la Laguna , 5 de marzo de 1949 – ) es una musicóloga, pianista e historiadora del arte. Además, es la primera mujer catedrática de Historia de la Música en España, pionera en la investigación del patrimonio musical canario y de la iconografía musical.

## Biografía
María del Rosario Álvarez Martínez estudió sus primeros años en Santa Cruz de Tenerife. Fue una alumna destacada llegando a obtener 23 matrículas de honor en el Bachillerato. Desde su niñez estuvo rodeada de música en el entorno familiar. Sus dos abuelas tocaban el piano, pasión que heredó junto al piano alemán de una de ellas.
Se licenció en Geografía e Historia por la Universidad de La Laguna (ULL). Desde una temprana edad, combinó su educación básica con la formación en el Conservatorio Superior de Música de Canarias. Al finalizar su licenciatura se trasladó a Madrid para continuar con sus estudios musicales. Cursó el Grado Superior de Música y se doctoró en la Universidad Complutense.

## Trayectoria
Desde que en 1977 regresó de Madrid comenzó su tarea docente oficial tanto en el Conservatorio Superior de Música de Tenerife, donde impartió durante 7 años “Estética, Historia de la Música, de la Cultura y del Arte”, como en el seno del Departamento de Historia del Arte de la Universidad de La Laguna, del que ya en el curso 1971-72 había sido profesora ayudante. Desde entonces, y hasta su posterior jubilación en 2016, ha seguido la larga carrera universitaria que culminaría en 1990 con la obtención de la Cátedra de Historia de la Música. 
En su labor docente e investigadora ha apostado por la recuperación del patrimonio y difusión musical. Sus publicaciones se han centrado mayoritariamente en cuatro ámbitos: organología e iconografía musical española, europea, asiática y americana en la Edad Media; Renacimiento y Barroco; música peninsular de tecla en el siglo XVIII; órganos de Canarias; y música y músicos del Archipiélago canario. Es miembro de número del Instituto de Estudios Canarios desde 1983 y presidenta de su sección de Musicología y Etnomusicología desde 1985. Sus numerosos trabajos han sido publicados en revistas especializadas de ámbito nacional e internacional.
Presidenta de la Sociedad Española de Musicología (SEdeM) entre 1999 y 2006, donde desarrolló una labor extensa al ampliar el catálogo de sus publicaciones, relanzar el Premio de Musicología, crear una serie discográfica y organizar dos congresos internacionales (Barcelona y Oviedo) y tres simposios (Alicante, Barcelona y Madrid).
Entre 1996 y 2017,  realizó numerosos trabajos de investigación junto con el musicólogo Lothar Siemens sobre la música en Canarias, entre los que destaca el "Proyecto RALS", cuyo objetivo es la recuperación del patrimonio musical culto canario, bien mediante la investigación musicológica, bien mediante el estreno de compositores vivos inéditos.
En 2019 impulsó la creación de una escuela de formación de organeros para que estos instrumentos se puedan seguir usando en las parroquias que poseen alguno.
Desde septiembre de 2021 es la presidenta de la Real Academia Canaria de Bellas Artes (RACBA) para el periodo comprendido entre 2021 y 2025.Esta es la segunda vez que accede a la presidencia pues ya fue elegida para el cuatrienio anterior 2009-2012. Durante este periodo, la Corporación acometió la reforma de la norma estatutaria.

## Obras
Estudiosa del folklore canario, su gran interés por este tema se refleja en su tesis sobre los instrumentos musicales en la Edad Media a través de las artes plásticas. Con ello recibió la máxima calificación y recibió en 1981 el Premio Nacional de Musicología.
Ha realizado numerosas publicaciones sobre temas de organología e iconografía musical, publicaciones de tipo divulgativo así como sobre la recuperación del patrimonio sonoro canario y español.
Paralelamente ha comisariado exposiciones, gestionado congresos y ediciones de discos, y organizado ciclos de conciertos.

## Premios y reconocimientos
Distinciones más relevantes:
- Premio Nacional de Musicología 1982, concedido por la Sociedad Española de Musicología con el patrocinio de la Dirección General de Música y Teatro del Ministerio de Cultura por su tesis doctoral “Los instrumentos musicales en la plástica española durante la Edad Media: los cordófonos”.[15]
- Académica de número de la Real Academia Canaria de Bellas Artes (RACBA) por la sección de música desde el 15 de junio de 1984. Realizó su acto de ingreso el 5 de diciembre de 1985.
- Mujer canaria 1997 concedido por el Orfeón La Paz de La Laguna
- Medalla de Oro de Canarias, 2005.
- Socia de Honor de la Sociedad Española de Musicología, 2014.
- Académica de honor de la Real Academia Canaria de Bellas Artes (RACBA) desde 2017.
- Medalla de Oro de la ciudad de Santa Cruz de Tenerife, 2018.
- Premio Canarias de Patrimonio Histórico, 2021.
- Premio Círculo de Bellas Artes de Tenerife 2021.
- Medalla de Oro del Cabildo de Tenerife 2023.